# Острів Чичагова
Острів Чичагова (англ. Chichagof Island або англ. Shee Kaax) — один з найбільших островів архіпелагу Олександра, розташований у штаті Аляска, Сполучені Штати Америки. Населення острова Чичагова у 2000 році становило 1342 осіб.

## Географія
Острів з південного заходу омивається водами Аляскинської затоки, що у північних широтах Тихого океану, з півночі, північного сходу та півдня — глибокими протоками. Північна частина острова лежить на території неорганізованого боро Гуна-Ангун, а південна — в боро Ситка, на південному-сході штату Аляска, та відокремлений від материка: на півночі Крижаною протокою  шириною до 9 км, на північному сході Чатемською протокою шириною до 14 км від острова Адміралтейського. На півдні, через Перильську протоку лежить острів Баранова. Простягся з північного заходу на південний схід на 121 км, при максимальній ширині до 80 км, довжина берегової лінії становить 1194 км. Має площу — 5305,9 км² (3-тє місце на Алясці, 5-те в США та 109-те у світі). Найбільша висота 1191,5 м. Острів складається з вершин підводного гірського хребта, який тягнеться вздовж узбережжя Канади і Аляски. Рельєф гористий, береги круті, сильно порізані, головним чином фіордами. Острів складений переважно пізньопротерозойськими інтрузивними та метаморфічними породами.
Основними сферами діяльності місцевого населення та основою місцевої економіки є туризм, комерційне рибальство, кероване полювання, чартерна риболовля та лісозаготівля.

### Клімат
Острів знаходиться у зоні, котра характеризується континентальним субарктичним кліматом.
До висоти 1000-1100 м вкритий густим хвойним лісом, вище знаходяться альпійські луки. Протоки між островом і материком не замерзають взимку, утворюючи зручний внутрішній морський шлях.
| Клімат о. Чичагова      | Клімат о. Чичагова | Клімат о. Чичагова | Клімат о. Чичагова | Клімат о. Чичагова | Клімат о. Чичагова | Клімат о. Чичагова | Клімат о. Чичагова | Клімат о. Чичагова | Клімат о. Чичагова | Клімат о. Чичагова | Клімат о. Чичагова | Клімат о. Чичагова | Клімат о. Чичагова |
| Показник                | Січ.               | Лют.               | Бер.               | Квіт.              | Трав.              | Черв.              | Лип.               | Серп.              | Вер.               | Жовт.              | Лист.              | Груд.              | Рік                |
| Абсолютний максимум, °C | 9,4                | 10                 | 18,3               | 22,8               | 28,9               | 28,3               | 30                 | 26,7               | 16,1               | 12,2               | 8,3                | 30                 | 30                 |
| Середній максимум, °C   | −0,2               | 2,1                | 5                  | 8,1                | 11,7               | 14,9               | 16,6               | 16,7               | 14,6               | 9,2                | 5,5                | 1,8                | 8,8                |
| Середня температура, °C | −2,7               | −0,4               | 2                  | 4                  | 7,5                | 10,5               | 12,7               | 13,2               | 10,9               | 6,1                | 3,1                | −0,5               | 5,5                |
| Середній мінімум, °C    | −5,2               | −2,9               | −1                 | −0,1               | 3,2                | 6                  | 8,8                | 9,6                | 7,2                | 3,1                | 0,7                | −2,8               | 2,1                |
| Абсолютний мінімум, °C  | −21,1              | −19,4              | −9,4               | −3,3               | 0                  | 3,3                | 3,9                | −2,2               | −4,4               | −13,9              | −23,3              | −23,3              | −23,3              |
| Норма опадів, мм        | 211                | 277                | 233                | 179                | 200                | 103                | 141                | 294                | 354                | 418                | 353                | 327                | 3091               |
| Днів з опадами          | 17                 | 21                 | 19                 | 18                 | 22                 | 17                 | 19                 | 22                 | 20                 | 24                 | 22                 | 22                 | 243                |
| ----------------------- | ------------------ | ------------------ | ------------------ | ------------------ | ------------------ | ------------------ | ------------------ | ------------------ | ------------------ | ------------------ | ------------------ | ------------------ | ------------------ |
| Джерело: Weatherbase    |                    |                    |                    |                    |                    |                    |                    |                    |                    |                    |                    |                    |                    |

## Історія
Острів був вперше офіційно відкритий у 1741 році російським мореплавцем Олексієм Чириковим. Назва йому була присвоєна у 1805 році Юрієм Лисянським на честь російського флотоводця, адмірала Василя Чичагова, який ніколи не був на Алясці.